# Горњи Локањ (Сапна)
Горњи Локањ је насеље у општини Сапна, Босна и Херцеговина.

## Историја
Горњи Локањ је до рата у потпуности било у саставу општине Зворник.

## Становништво
|             | 2013.      | 1991.        | 1981.        | 1971.        |
| Укупно      | 0 (0,000%) | 901 (100,0%) | 938 (100,0%) | 851 (100,0%) |
| Срби        | –          | 898 (99,67%) | 918 (97,87%) | 844 (99,18%) |
| Остали      | –          | 2 (0,222%)   | 2 (0,213%)   | 7 (0,823%)   |
| Хрвати      | –          | 1 (0,111%)   | 1 (0,107%)   | –            |
| Југословени | –          | –            | 14 (1,493%)  | –            |
| Бошњаци     | –          | –            | 2 (0,213%)1  | –            |
| Словенци    | –          | –            | 1 (0,107%)   | –            |

1. 1 На пописима од 1971. до 1991. Бошњаци су пописивани углавном као Муслимани.